# Prosthechea pastoris
Prosthechea pastoris är en orkidéart som först beskrevs av Juan José Martinez de Lexarza, och fick sitt nu gällande namn av Mario Adolfo Espejo Serna och López-ferr. Prosthechea pastoris ingår i släktet Prosthechea och familjen orkidéer. Inga underarter finns listade i Catalogue of Life.

## Bildgalleri

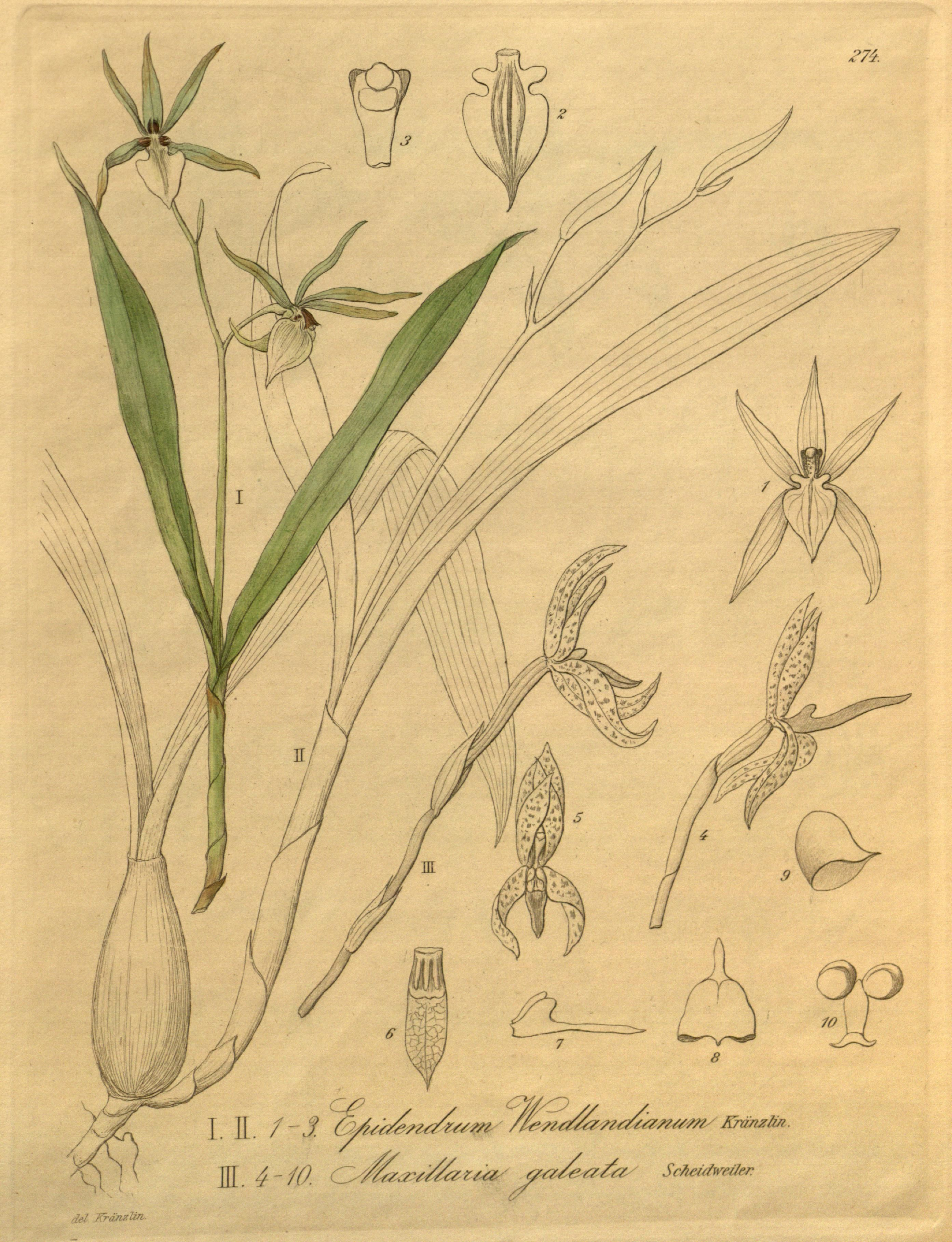